# Kazimierz Jaworski (inżynier budownictwa)
Kazimierz Maksymilian Jaworski (ur. 1943, zm. 18 lipca 2007) – polski specjalista w zakresie budownictwa i zarządzania w budownictwie, profesor doktor habilitowany inżynierii, wieloletni członek władz Polskiego Związku Inżynierów i Techników Budownictwa. 
Wykładowca na  Politechnice Warszawskiej, przewodniczący Rady Zarządzającej Zespołu Do Spraw Certyfikacji Systemów Jakości Dostawców w Budownictwie – Instytutu Techniki Budowlanej, kierownik Katedry Inżynierii Produkcji i Zarządzania w Budownictwie, oraz prodziekan do spraw dydaktycznych w latach 1988–1990. Był przewodniczącym Sekcji Organizacji i Zarządzania w Budownictwie Komitetu Inżynierii Lądowej i Wodnej PAN, przewodniczącym Kapituły Nagrody im. Prof. Aleksandra Dyżewskiego, oraz  przewodniczącym Komitetu Realizacji Procesu Inwestycyjnego przy Zarządzie Głównym Polskiego Związku Inżynierów i Techników Budownictwa (PZITB). 
W 2007 otrzymał Medal im. prof. Aleksandra Dyżewskiego.
Został pochowany na cmentarzu Bródnowskim (kw. 64D-3-13).